# Lockheed YF-12
Lockheed YF-12 – amerykański, prototypowy myśliwiec przechwytujący zbudowany na bazie rozpoznawczego samolotu Lockheed A-12. Maszyna miała być zdolna do przechwytywania radzieckich, naddźwiękowych samolotów bombowych na dalekich podejściach do Stanów Zjednoczonych. Po wybudowaniu trzech egzemplarzy prototypowych i wykonaniu serii badań w locie cały program został anulowany.

## Historia

### Geneza
W latach 50. XX wieku obie strony zimnej wojny podążały z trendem budowy naddźwiękowych bombowców oraz służących ich ochronie i zwalczaniu samolotów myśliwskich. Strategiczne pociski balistyczne znajdowały się w początkowej fazie rozwoju technologicznego, toteż lotnictwo odgrywało podstawową rolę w ramach strategicznych sił jądrowych. W tym czasie wymagało to budowy floty lotniczej, zdolnej do przełamywania obrony przestrzeni powietrznej, za pomocą samolotów zdolnych do latania na wysokim pułapie i z wielkimi prędkościami. W Stanach Zjednoczonych opracowywano więc naddźwiękowy bombowiec konstruowany na zlecenie Dowództwa Strategicznych Sił Powietrznych USA (ang. SAC – Strategic Air Command), North American XB-70 Valkyrie. Wraz z programem budowy bombowca uruchomiony został program budowy samolotu myśliwskiego, zdolnego do eskortowania XB-70 we wrogiej przestrzeni powietrznej. Myśliwiec powinien charakteryzować się prędkością rzędu Mach 3,0 i dysponować odpowiednim zasięgiem. Rolą myśliwca miało być torowanie drogi Valkyrie podczas lotu w bronionej przestrzeni. W Związku Radzieckim na uzbrojenie sił powietrznych wchodził w tym czasie poddźwiękowy bombowiec Tu-16, a w przygotowaniu były naddźwiękowe Tu-22 i M-4. Trwały również prace nad jeszcze szybszymi maszynami M-50 i Tu-98. Tym samym poza zadaniami eskortowymi, pojawiła się potrzeba posiadania maszyny zdolnej do przechwycenia naddźwiękowych bombowców na dalekich podejściach do terytorium Stanów Zjednoczonych. Myśliwca rozwijającego dużą prędkość, zdolnego do ataku na poruszające się z dużą prędkością radzieckie maszyny i posiadającego odpowiednio duży zasięg, aby móc przechwycić nieprzyjacielskie samoloty w bezpiecznej odległości od macierzystego terytorium. 6 października 1955 roku US Air Force ustaliło wymagania wobec doświadczalnego myśliwca przechwytującego dalekiego zasięgu, który w perspektywie zastąpić miał samoloty F-102 i F-106. Wymagano aby nowy samolot charakteryzował się prędkością rzędu 3 Ma, promieniem działania 1850 km, dwuosobową załogą, systemem kierowania ogniem MA-10 zaadaptowanym z F-106A i możliwością użycia rakietowych pocisków GAR-9 (AIM-47 Falcon). W styczniu 1956 roku siły powietrzne zapoznały się z trzema przedstawionymi projektami firm Lockheed, Northrop i North American. Do dalszej realizacji wybrano projekt North American oznaczony jako NA-257, równolegle jednak w Skunk Works, specjalnym oddziale konstrukcyjnym Lockheeda, pod kierunkiem Clarence’a „Kelly’ego” Johnsona trwały prace koncepcyjne nad myśliwską wersją opracowywanej równolegle, rozpoznawczej maszyny Lockheed A-12. 1 czerwca 1957 roku podpisano kontrakt z North American na budowę trzech prototypów NA-257 (niektóre źródła podają, iż miało to miejsce 6 czerwca 1959 roku), które otrzymały wojskowe oznaczenie XF-108 a 15 maja 1959 roku nazwę własną Rapier. Od 1948 roku trwały prace nad innym samolotem myśliwskim osiągającym prawie czterokrotną prędkość dźwięku, maszyną Republic XF-103. Jednak problemy technologiczne na jakie napotkali konstruktorzy samolotu sprawiły, iż US Air Force skłaniało się w kierunku XF-108, maszynie mającej zdecydowanie większe szanse na wprowadzenie do linii niż XF-103.

### Rapier

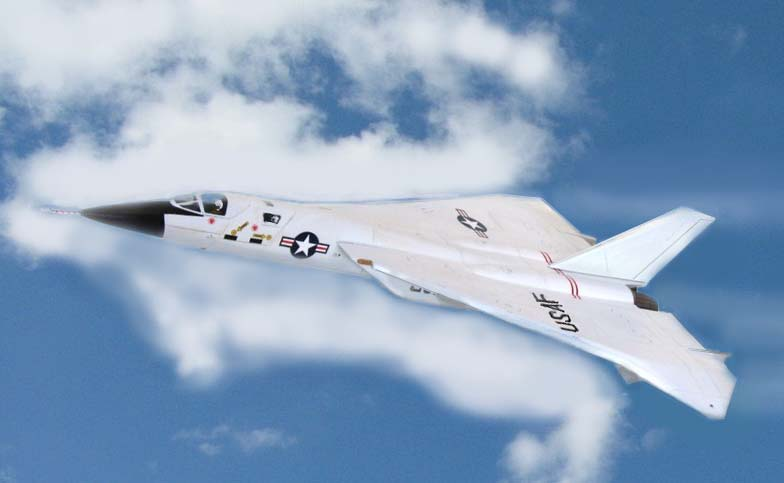
North American XF-108 Rapier

Rapier miał zostać wyposażony w bardzo zaawansowany system uzbrojenia WS-202A (WS od Weapon Systems). System, zgodnie z koncepcją inżynierów Hughesa, Simona Ramo i Deana Wooldridge’a, składał się z systemu kierowania ogniem i dedykowanego mu uzbrojenia, które razem tworzyły jedną całość. Uzbrojenie stanowić miały trzy kierowane półaktywnie radiolokacyjnie pociski Hughes GAR-9 Super Falcon (od 1962 roku znane pod oznaczeniem AIM-47A) opracowane na bazie rakiet AIM-4 Falcon. AIM-47 miały współpracować z radiolokatorem AN/ASG-18 opracowywanym w firmie Hughes Aircraft Company przez zespół inżynierów pod kierunkiem Clare Clausena. Radiolokator był pierwszym w Stanach Zjednoczonych pokładowym radarem impulsowo-doplerowskim zdolnym do pracy przy prędkości rzędu Mach 3 oraz do wykrywania i śledzenia ruchomych celów na tle ziemi lub wody. AN/ASG-18 składał się z anteny o średnicy 102 cm ze skanowaniem elektromechanicznym w azymucie i elewacji. Wraz ze wspomagającą instalacją całość ważyła 950 kg. Dzięki wysokiej mocy nadajnika sterowanego jednym z pierwszych komputerów cyfrowych, efektywny zasięg wykrywania (bombowca) wynosił 160–180 km przy maksymalnym zasięgu rzędu 320–380 km (cel o skutecznej powierzchni odbicia do 10 m² przechwytywany był w maksymalnej odległości do 115 km). Dodatkowym elementem systemu uzbrojenia były czujniki przeznaczone do śledzenia celów w podczerwieni oparte na chłodzonym ciekłym argonem antymonku jodu. Cały system przetestowany został na samolocie F-102A, za którego sterami zasiadał pilot doświadczalny Hughesa, James D. Eastham. Pod koniec 1958 roku wytwórnia wybudowała makietę samolotu, a 26 stycznia 1959 roku dokonano jej inspekcji. W marcu 1961 roku planowany był oblot maszyny a na początek 1963 roku rozpoczęcie dostaw samolotów seryjnych, jednak 23 września 1959 roku cały program został przez siły powietrzne zamknięty. Powodem decyzji był wzrost znaczenia międzykontynentalnych rakiet balistycznych, których gorącym zwolennikiem był Nikita Chruszczow a samoloty M-50 i Tu-98 pozostały w sferze prototypów. Zagrożenie ze strony rakietowych pocisków przeciwlotniczych zmusiło z kolei siły powietrzne do rozwoju naddźwiękowych pocisków manewrujących, takich jak AGM-28 Hound Dog, które przenoszone przez bombowce miały by zdecydowanie większe szanse na przedarcie się nad atakowany cel.

### Samolot rozpoznawczy

#### Rainbow

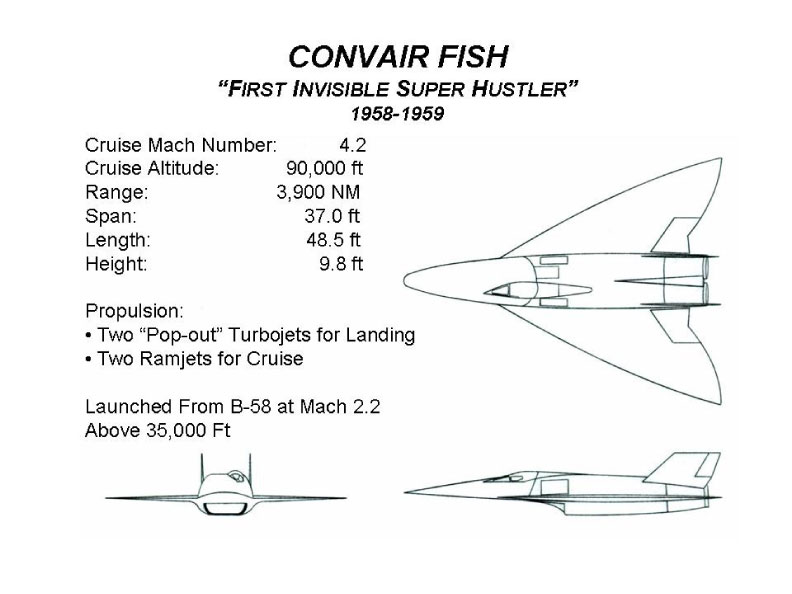
Projekt samolotu Convair FISH

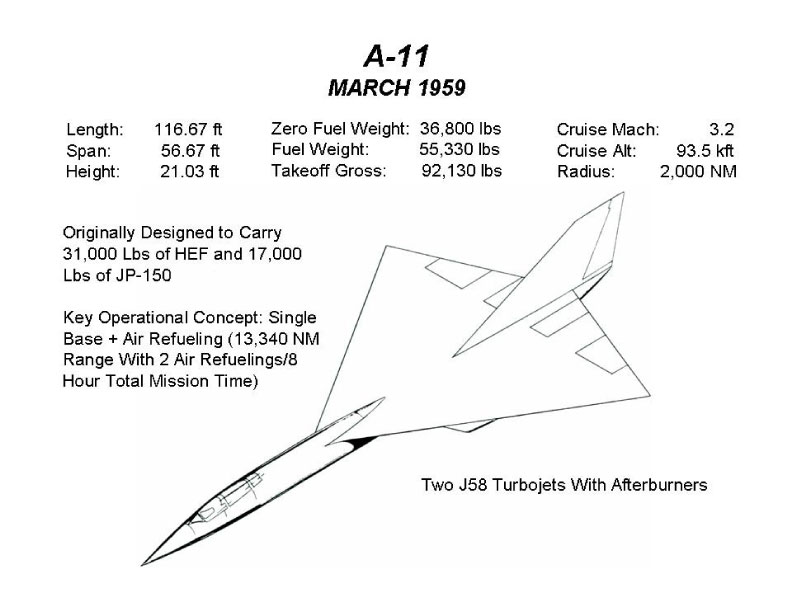
Projekt samolotu Lockheed A-11

Szpiegowskie loty jakie wykonywały samoloty Lockheed U-2 nad terytorium Związku Radzieckiego dostarczyły wielu cennych informacji o potencjale zbrojeniowym Kraju Rad. Niestety dla administracji prezydenta Dwighta Eisenhowera, były również powodem do niepokoju. Loty amerykańskich samolotów z całą pewnością nie polepszały wzajemnych relacji, tym bardziej, iż były wykrywane i śledzone przez radzieckie stacje radiolokacyjne. Rosjanie nie nagłaśniali informacji o amerykańskich lotach szpiegowskich nie chcąc pokazywać światu swojej bezsilności w kontrolowaniu własnej przestrzeni powietrznej, ograniczając się do protestów dyplomatycznych. Eisenhower doskonale zdawał sobie sprawę z nielegalności takich operacji i jak sam stwierdził, gdyby to radziecki samolot naruszył amerykańską przestrzeń powietrzną, zwróciłby się z wnioskiem do Kongresu o wypowiedzenie wojny. Po wystosowanym 10 lipca 1956 roku przez ZSRR formalnym proteście, w którym Rosjanie dokładnie opisali przebieg amerykańskiego lotu, prezydent nakazał wstrzymanie dalszych lotów U-2. 16 sierpnia 1956 roku w Burbank w Kalifornii odbyło się spotkanie zorganizowane przez Richarda Bissella, który z ramienia Central Intelligence Agency (CIA) kierował programem lotów U-2. Uczestniczył w nim między innymi Kelly Johnson, konstruktor U-2 z wytwórni Lockheeda. W efekcie prowadzonych rozmów podjęto decyzje o rozpoczęciu prac mających na celu zmniejszenie skutecznej powierzchni odbicia szpiegowskiej maszyny, umożliwiającej jej lot nad terytorium Związku Radzieckiego, nie będąc wykrytym przez środki radiolokacyjne. Całość prowadzonych prac ukryto pod kryptonimem „Rainbow”. Nie przyniosły one spodziewanych rezultatów. Opracowane w ramach programu Rainbow technologie zostały wykorzystane do modernizacji maszyn U-2 i przetestowane w praktyce podczas lotów nad ZSRR. Niestety dla Amerykanów, radzieckie stacje radiolokacyjne nadal były w stanie wykrywać ich loty, a dodatkowo w niektórych przypadkach naprowadzać własne samoloty myśliwskie.

#### Oxcart
19 listopada 1957 roku Richard Bissell wystosował do Jamesa H. Douglasa, ówczesnego Sekretarza Sił Powietrznych USA (United States Secretary of the Air Force) memorandum, w którym opisywał drogi rozwoju sił strategicznego rozpoznania. Wśród nich był pomysł budowy całkowicie nowego samolotu opracowanego od początku do końca pod kątem utrudnionej wykrywalności przez stacje radiolokacyjne. Jak na razie była to jedynie niesformalizowana, ani nie ujęta w żadne programy koncepcja. Na przełomie 1957 i 1958 roku Clarence Johnson rozpoczął na własną rękę prace studyjne nad nową maszyną o cechach utrudnionej wykrywalności, a w styczniu 1958 roku CIA rozpoczęło program „Gusto”, który miał doprowadzić do powstania nowej, niewykrywalnej dla radarów maszyny. Niestety dla programu zastosowane technologie nie były w stanie doprowadzić do zadowalającego zmniejszenia skutecznej powierzchni odbicia, tym samym pod koniec kwietnia 1958 roku Johnson zaproponował zamknięcie projektu i skupienie się na innych formach zapewniających bezpieczne wykonywanie misji szpiegowskim nad wrogim terytorium. Według Johnsona, tym co mogło zapewnić takie bezpieczeństwo była prędkość oraz wysokość lotu. Już w kwietniu 1958 roku konstruktor rozpoczął wstępne prace nad maszyną zdolną do osiągania prędkości rzędu Mach 3 o bardzo wysokim pułapie lotu. 19 czerwca 1958 roku rozpoczęto program budowy takiej maszyny pod kryptonimem „Archangel”. Zdecydowanie większą wagę do cech utrudnionej wykrywalności przykładała finansująca całe przedsięwzięcie CIA, która do dalszych prac zaangażowała wytwórnię Convair. Efektem prac inżynierów Convaira był projekt samolotu FISH (First Invinisible Super Hustler), który 15 listopada 1958 roku został wybrany do dalszej realizacji. Projekt był jednak na tyle trudny technologicznie, iż CIA w osobie Richarda Bissella dała Johnsonowi zielone światło do dalszych prac nad własnym projektem. W ich toku inżynierowie Skunk Works zwrócili większą uwagę na ograniczenie skutecznej powierzchni odbicie przy zachowaniu bardzo wysokich parametrów lot. Kolejne rozwinięcia projektu „Archangel” doprowadziły do powstania projektu A-11. Samolot miał być zdolny do lotu z prędkością Mach 3,2 i osiągania pułapu rzędu 28 500 m. Przy dwukrotnym tankowaniu w powietrzu jego zasięg wynosił 21 470 km. W maju 1959 roku dokonano oceny zaawansowania projektu FISH oraz propozycji Lockheeda. W wyniku porównania obydwu projektów, do dalszej realizacji rekomendowano jednak konstrukcje Johnsona. Rekomendacja nie była jednak wiążąca, tym bardziej, że Convair 22 grudnia 1958 roku podpisał już kontrakt na prace projektowe i budowę prototypów a pomimo rekomendacji, CIA nadal nie była zadowolona z użytych przez Johnsona technologii obniżających skuteczną powierzchnię odbicia. Sytuacja wydawała się być już przesądzona na korzyść Convaira, gdy nagle jego projekt został przypadkowo zahamowany przez generała Curtisa LeMaya. FISH miał być maszyną przenoszoną przez nowy bombowiec B-52B. W czerwcu 1959 roku LeMay został zaproszony na prezentacje projektu B-52B, podczas której poinformowano LeMaya, że dostawy nowych maszyn mogą rozpocząć się dopiero po zakupie przez Strategic Air Command, którego LeMay był dowódcą, trzech kolejnych skrzydeł wersji B-52A. Generał nie był człowiekiem, od którego można było czegoś żądać lub go szantażować. W efekcie dalsze prace nad wersją B-52B, przy braku zainteresowania ze strony SAC zostały wstrzymane jeszcze w tym samym miesiącu, a FISH pozostał bez swojego nosiciela. W tej sytuacji CIA postawiła przed Convairem zadanie opracowania nowej maszyny, zdolnej do całkowicie samodzielnego lotu. Lockheed w swoim projekcie miał zwrócić większą uwagę na zmniejszenie skutecznej powierzchni odbicia, nawet kosztem zmniejszenia osiągów maszyny. Obydwu firmom nie pozostawiono zbyt wiele czasu. Pod koniec lipca tego samego roku CIA porównała obydwa zaprezentowane projekty. Convaira, oznaczonego jako Kingfish i Lockheeda, będącego kolejną ewolucją projektu Archangel, oznaczonego jako Lockheed A-12. 20 lipca 1959 roku Allen Dulles przedstawił prezydentowi wyniki analizy. Do dalszych prac CIA rekomendowało projekt Johsona z Lockheeda i jego A-12. Decyzja została formalnie ogłoszona 28 sierpnia tegoż roku (lub dzień później, 29 sierpnia). Miesiąc wcześniej, 31 lipca, CIA ukryła cały program konstrukcji, budowy i prób Lockheeda A-12 pod kryptonimem „Oxcart”.

## Myśliwiec

### Kedlock

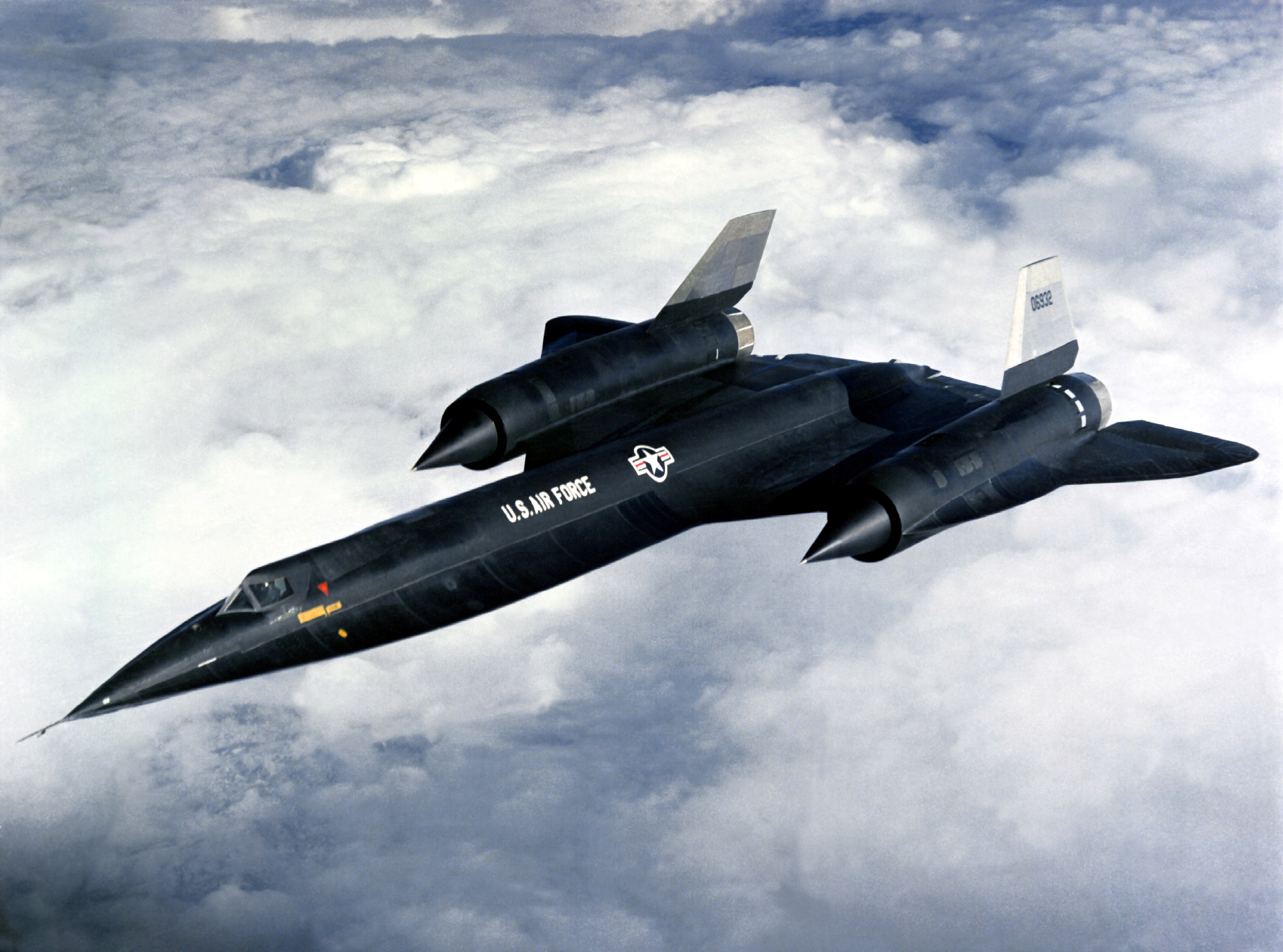
Lockheed A-12

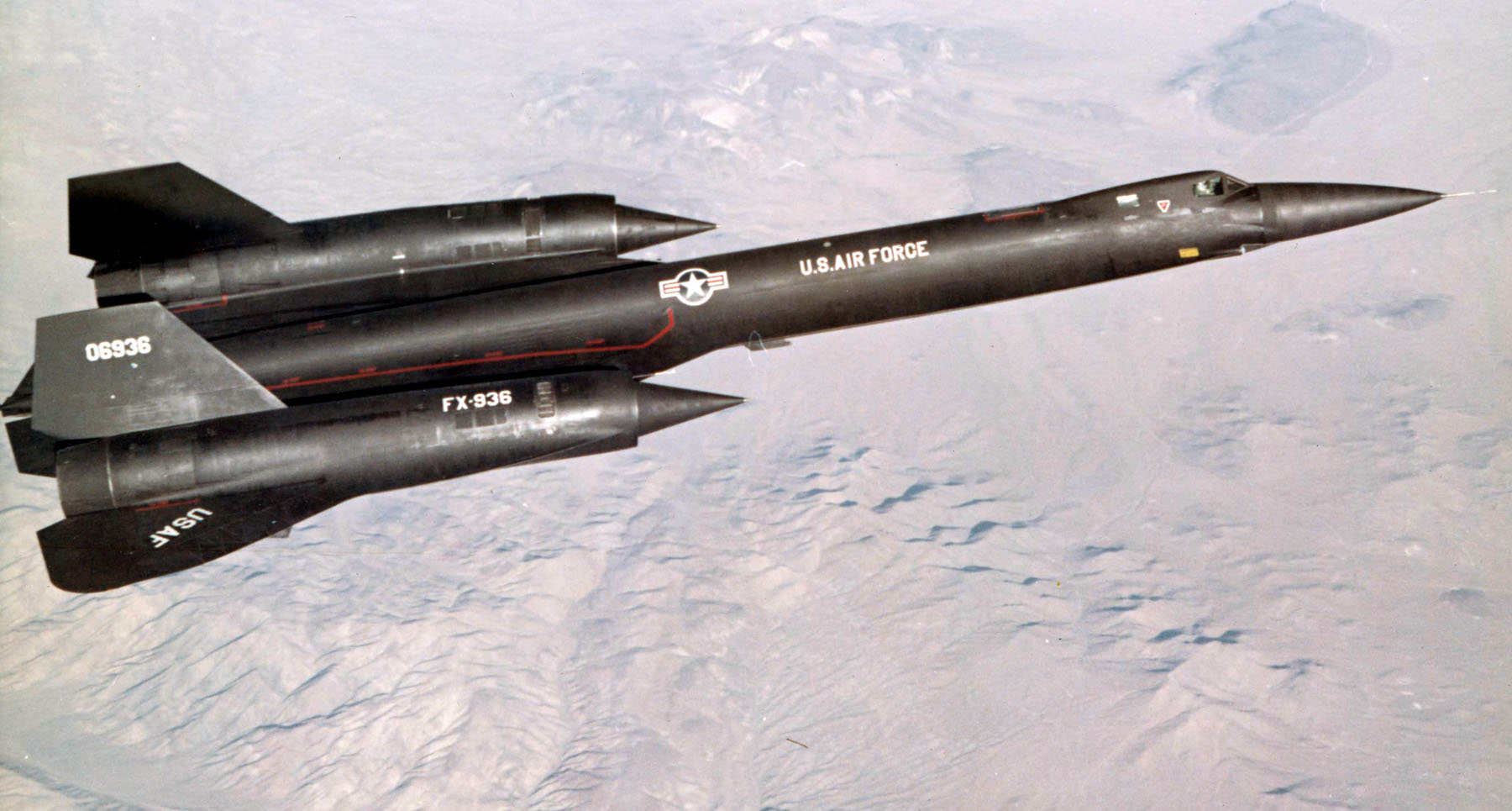
Lockheed YF-12A (trzeci egzemplarz)

Już podczas prac nad docelową wersją rozpoznawczego A-12, Johnson z własnej inicjatywy zastanawiał się nad innymi wersjami samolotu. Wśród rozpatrywanych koncepcji był projekt samolotu myśliwskiego. W dniach 16–17 marca 1960 roku Johnson wziął udział w spotkaniu w Waszyngtonie z Cortlandem Perkinsem, podsekretarzem Sił Powietrznych ds. badań i rozwoju i generałem Howellem M. Estesem II, asystentem szefa Sztabu Sił Powietrznych USA ds. operacyjnych. Podczas spotkania Johnson zaproponował opracowanie na bazie rozpoznawczego A-12 samolotu myśliwskiego, zdolnego do lotu z prędkością rzędu Mach 3 w każdych warunkach atmosferycznych, określanego jako AF-12 (Air Defense Fighter). Pod koniec października 1960 roku US Air Force przyznało 1 mln dolarów amerykańskich na kontynuowanie prac nad wersją myśliwską, projekt ukryto pod kryptonimem Kedlock. Podjęto decyzję aby na bazie jeszcze nie zbudowanych egzemplarzy A-12, maszyny siódmej, ósmej i dziewiątej, wybudować trzy prototypy AF-12. Formalne zatwierdzenie funduszy na ich budowę miało miejsce 2 sierpnia 1962 roku. Nie zakładano produkcji seryjnej. Wybudowane maszyny miały posłużyć do przetestowania w praktyce możliwości bardzo szybkich samolotów myśliwskich. Ich produkcja seryjna miała zostać uruchomiona dopiero po wprowadzeniu przez Związek Radziecki do linii naddźwiękowych samolotów bombowych.

### Projekt
W grudniu 1960 roku zespół konstrukcyjny pod kierunkiem Busa Daniella zajął się pracami konstrukcyjnymi nad myśliwskim AF-12. Do prac wyznaczono specjalny budynek na terenie zakładów Skunk Works oznaczony numerem 309/310, który odgrodzono od reszty terenu, a wstęp do niego mieli tylko wybrani pracownicy. Podstawowym uzbrojeniem samolotu miał być zaadaptowany z Rapiera system uzbrojenia składający się z radiolokatora AN/ASG-18, czujników wykrywających i śledzących cele w podczerwieni i dedykowanych im pocisków rakietowych AIM-47. 23 i 24 stycznia 1961 roku inżynierowie Lockheeda odbyli pierwsze z serii spotkań z przedstawicielami sił powietrznych, na których mogli zapoznać się z systemem AN/ASG-18. Komorę oznaczoną w rozpoznawczym A-12 jako „Q”, za kabiną pilota, gdzie mieściła się aparatura rozpoznawcza, przekształcono w stanowisko operatora uzbrojenia (Fire Control Officer), z dwoma oknami po bokach kabiny. Obniżający skuteczną powierzchnię odbicia dziób samolotu zastąpiono klasyczną, stożkową osłoną, za którą znajdowała się antena radiolokatora. Skrócono boczne napływy a w ich krawędzi natarcia z przodu umieszczono po obydwu stronach kadłuba dwa czujniki pasywnego śledzenia celów w podczerwieni. W bocznych napływach umieszczono również aparaturę elektroniczną dla radiolokatora i przenoszone przez samolot pociski. W tym celu po obydwu stronach kadłuba, w bocznych napływach, w ich dolnej części wycięto cztery komory. W pierwszej z nich, po prawej stronie kabiny pilota, umieszczono wyposażenie elektroniczne oraz dwa główne komputery radiolokatora i czujników podczerwieni. Pozostałe komory, lewą tylną i obydwie znajdujące się po prawej stronie kabiny, przeznaczono dla pojedynczych rakiet AIM-47. 31 maja 1961 roku gotowa makieta AF-12 została pozytywnie oceniona przez specjalistów z US Air Force. Pod koniec czerwca model samolotu przeszedł próby w tunelu aerodynamicznym, które wykazały niestateczność kierunkową maszyny. Wraz z dodaniem drugiej kabiny operatora uzbrojenia zwiększona została powierzchnia boczna przedniej części kadłuba odpowiedzialna za ujawnioną w badaniach tunelowych niestateczność. Poradzono sobie z tym problemem dodając trzy płetwy ogonowe stabilizujące samolot: dwie pod gondolami silników i jedną pośrodku, pod kadłubem pomiędzy usterzeniem pionowym. Środkowa płetwa była odchylana na bok podczas wyciągania podwozia. Wciągnięcie podwozia wychylało hydraulicznie płetwę do pozycji pionowej. Obydwa systemy hydrauliczne, wychylania płetwy i wyciągania podwozia zostały ze sobą sprzęgnięte. We wrześniu 1962 roku Departament Obrony wprowadził nowy system oznaczania samolotów bojowych. Według nowego systemu AF-12 stał się YF-12A gdzie litera Y oznaczała maszynę prototypową, F – myśliwiec (Fighter), cyfra 12 model samolotu a litera A – wersję. Zmianie uległo również oznaczenie pocisków rakietowych, dotychczasowe GAR-9 uległo zmianie na AIM-47 gdzie skrót AIM oznaczał Air Intercept Missile. Na początku 1963 roku ukończono budowę pierwszego prototypu oznaczonego numerem fabrycznym 1001 a w lipcu tego samego roku gotowy prototyp przewieziono z Burbank do Groom Lake, gdzie miał się odbyć oblot maszyny. Jeszcze w lipcu w Strefie 51 rozpoczęto próby kołowania maszyny. Ujawniły one problemy z instalacją elektryczną samolotu, zmienioną w porównaniu do rozpoznawczego A-12. Po ich usunięciu, 7 sierpnia 1963 roku YF-12A wzbił się do swojego dziewiczego lotu. Za sterami maszyny o przydzielonym przez Siły Powietrzne numerze 60-6934, siedział pilot doświadczalny Hughes Aircraft Company, James (Jim) D. Eastham (w trakcie badań w locie maszyn Lockheeda to Eastham został szefem pilotów doświadczalnych wykonujących loty na YF-12A). Podczas lotu towarzyszył mu w F-104A Louis Schalk. W trakcie lotu Eastham przekroczył barierę dźwięku i pomyślnie wylądował. 26 listopada 1963 roku Schalk oblatał drugi prototyp o numerze 60-6935 (i numerze fabrycznym 1002), a 13 marca 1964 roku do swojego pierwszego lotu wzbił się trzeci, ostatni prototyp YF-12A o numerze 60-6936 (i numerze fabrycznym 1003), za jego sterami siedział Robert J. Gilliland.

## Próby

### Badania w locie

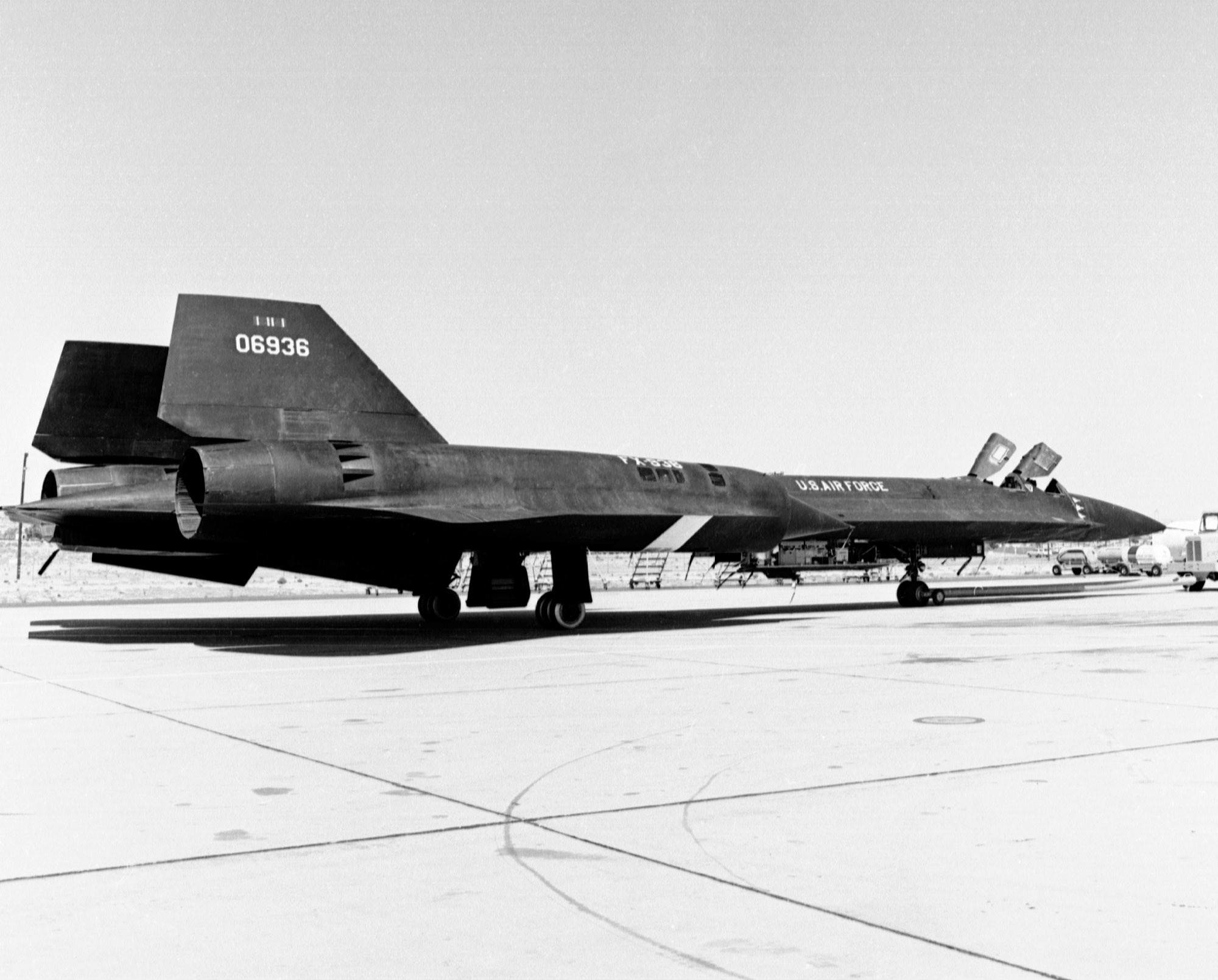
YF-12A z dobrze widocznymi stabilizującymi płetwami pod gondolami silników

29 lutego 1964 roku prezydent Lyndon B. Johnson wydał oświadczenie, w którym ujawnił fakt istnienia nowego samolotu myśliwskiego A-11 (oznaczenie było celową dezinformacją na prośbę Kelly’ego Johnsona), zdolnego do lotu z prędkością przelotową rzędu 3200 km/h na wysokości większej niż 24 000 metrów. W tym samym dniu National Security Council podjęła decyzje o odtajnieniu niektórych elementów programu Oxcart, a pierwsze dwie maszyny znalazły się w Edwards Air Force Base. Po oblocie trzeciego egzemplarza również i on przebazowany został do Edwards jednak nim to nastąpiło samolot uległ awarii. Podczas jednego z lotów załoga w składzie Jim Easthman i John Wallace przypadkowo osiągnęła prędkość ponad 3,2 Ma, na skutek czego część przewodów elektrycznych przebiegających w pobliżu najbardziej nagrzanych elementów poszycia uległa spaleniu. Program testów obejmował próby uzbrojenia oraz zachowania w locie. Po raz pierwszy zgodnie z planem lotu, zakładaną prędkość Mach 3,2 osiągnięto 9 stycznia 1965 roku. Za sterami maszyny siedział Jim Eastham, a cały lot z taką prędkością trwał około 5 minut. 1 maja 1965 roku trzeci egzemplarz YF-12A został wykorzystany do pobicia kilku światowych rekordów prędkości lotu. Data nie była przypadkowa, właśnie w tym dniu, pięć lat wcześniej nad Swierdłowskiem zestrzelono Gary’ego Powersa. W ciągu jednego dnia, trzeci egzemplarz YF-12A, za sterami którego siedzieli Robert L. Stephens i Daniel Andre, osiągnął wysokość lotu 24 390 metrów. Po zmianie załóg, maszyna wystartowała ponownie z Walterem Danielem i Noelem Warnerem na pokładzie, osiągając prędkość 2644 km/h lecąc po trasie zamkniętej o długości 500 km. Po kolejnej zmianie załogi Walter Daniel oraz James P. Cooney, lecąc po zamkniętym obwodzie o długości 1000 km, osiągnęli prędkość 2718 km/h. Następnie do lotu wzbił się pierwszy egzemplarz YF-12A, za jego sterami siedzieli Walter Daniel i Noel Warner, którzy lecąc po obwodzie 15–25 km osiągnęli prędkość 3331 km/h. Inicjatywa podjęcia próby bicia rekordów wyszła ze strony Departamentu Obrony, który już 12 sierpnia 1964 roku poinformował Johnsona o swoich planach. Do 1965 roku pobite przez załogi YF-12A rekordy należały do lotników radzieckich, a zaplanowane loty miały przywrócić pierwszeństwo amerykańskim siłom powietrznym.

### Próby uzbrojenia

#### Badania wstępne

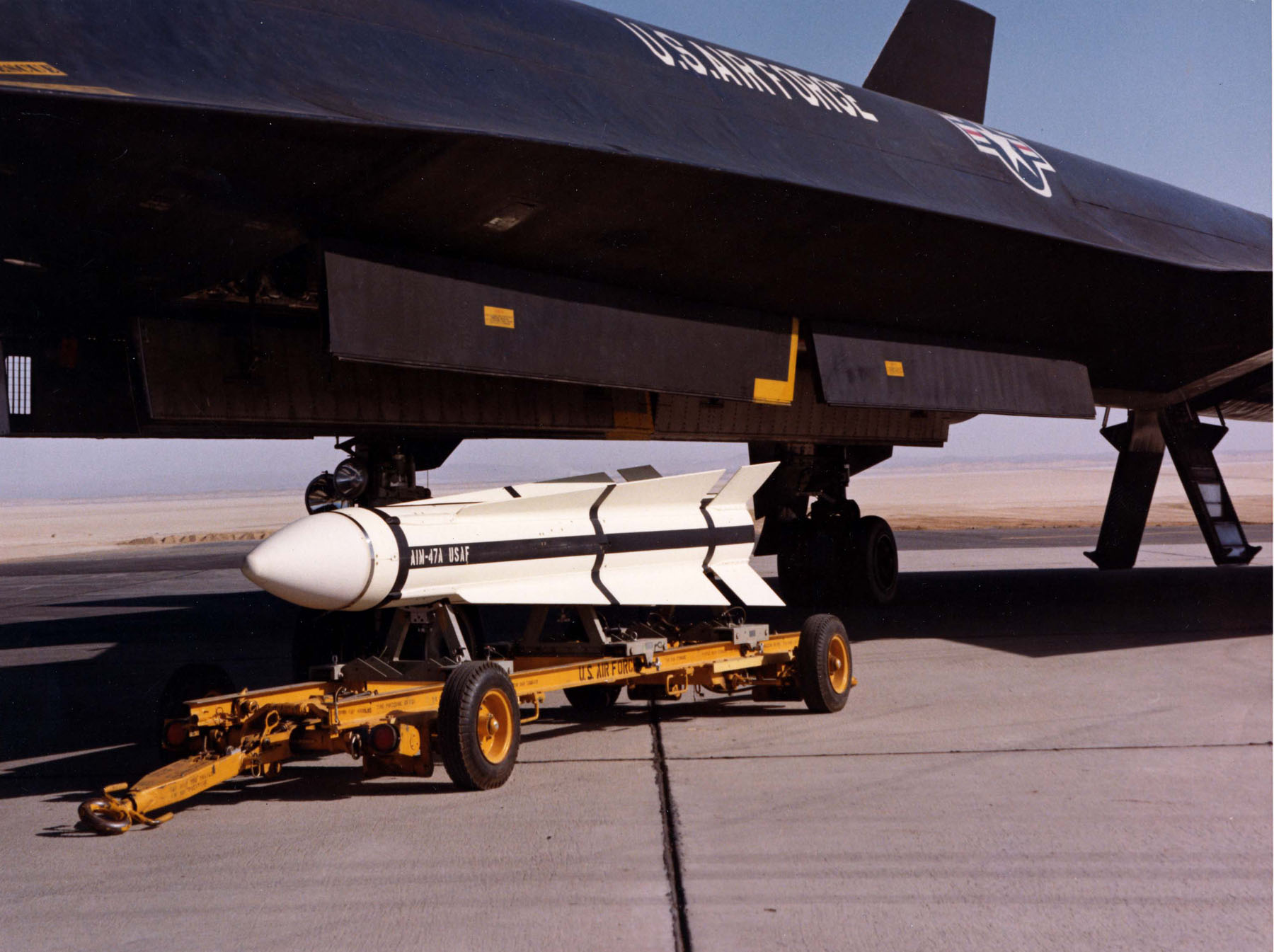
Pocisk AIM-47 pod kadłubem YF-12A

Jako że F-108 nigdy nie wyszedł poza etap makiety, nie było możliwości przetestowania w praktyce pocisków AIM-47. Aby jednak zebrać niezbędne doświadczenia w ich użyciu, poddano modyfikacji jeden z bombowców Convair B-58 Hustler (o numerze 55-665). Odpowiednie porozumienie Convair podpisał z siłami powietrznymi 17 października 1958 roku. Maszyna została przystosowana do przenoszenia pojedynczego pocisku AIM-47, systemu chłodzenia i urządzeń telemetrycznych. Ponieważ B-58 nie był wyposażony w wewnętrzną komorę bombową, pocisk umieszczono w dużym podkadłubowym zasobniku (przygotowano dwa tego typu zasobniki). 2 sierpnia 1959 roku ukończono modyfikacje związane z przystosowaniem B-58 do przenoszenia uzbrojenia i wysłano maszynę do zakładów Hughesa w celu zamontowania radiolokatora. Antenę radaru umieszczono w dziobie samolotu, w efekcie czego został on wydłużony w stosunku do standardowego B-58 o ponad 2 metry. Tak zmodyfikowany B-58 otrzymał nazwę własną Snoopy (z powodu wydłużonego nosa, który według autorów nazwy upodabniał maszynę do bohatera kreskówek, Snoopy’ego). W sierpniu 1961 roku po raz pierwszy wystrzelono AIM-47 z wyrzutni naziemnej. W styczniu 1962 roku ukończono próby z pociskami niekierowanymi, mające na celu zbadanie zachowania się pocisku w locie i ocenę jego osiągów. 15 stycznia 1962 roku wystrzelono kierowany pocisk AIM-47 a celem był bezzałogowy QF-80. 25 maja 1962 roku miało miejsce pierwsze odpalenie AIM-47 z pokładu Snoopy’ego. Maszyna znajdowała się na wysokości około 11 000 metrów, a celem był ponownie QF-80 oddalony o około 25 km. Pocisk przeszedł w odległości około 2 m od celu, co w warunkach bojowych równałoby się jego zniszczeniu. Nie wszystkie próby przebiegały pomyślnie. W czasie odpalenia 21 lutego 1963 roku do celu jakim był Vought Regulus II nastąpił rozpad pocisku w locie jeszcze przed przechwyceniem celu. W lutym 1964 roku miało miejsce ostatnie odpalenie AIM-47 z pokładu B-58, po którym całe niezbędne wyposażenie zdemontowano z samolotu a sama maszyna została wycofana z eksploatacji.

#### Próby docelowe
Próby uzbrojenia na YF-12A rozpoczęły się 16 kwietnia 1964 roku, kiedy to załoga w składzie pilot Jim Eastham i operator uzbrojenia Ray Scalise dokonała pierwszego odpalenia pocisku AIM-47 z pokładu samolotu. Użyty w badaniu pocisk nie był kierowany. Po opuszczeniu komory, w której przenoszona była rakieta, opadała ona około 12 metrów w dół i dopiero wtedy uruchamiany był silnik rakietowy pocisku. 18 marca 1965 roku załoga w składzie Jim Eastham (pilot) i John Archer (operator uzbrojenia) dokonała pierwszego kierowanego odpalenia pocisku AIM-47, którego celem był Ryan Q-2C. 28 września 1965 roku dokonano pierwszego dopalenia AIM-47 z YF-12A lecącego z prędkością Mach 3,2 na wysokości 23 km. Celem ponownie był Q-2C lecący w odległości około 58 km. Rakieta minęła cel w odległości 1,8 metra, co w praktyce równało się przechwyceniu. Największą odległością w jakiej przechwycono cel było 230 km. 22 marca 1966 roku zestrzelono Q-2C lecący na wysokości zaledwie 500 metrów, podczas gdy YF-12A (trzeci egzemplarz) leciał na wysokości 23 000 m z prędkością 3,15 Ma. W kwietniu w tym samym roku rozpoczęto strzelania do celów, którym były QB-47 Stratojet. Łącznie wykonano dwanaście kierowanych odpaleń AIM-47 osiągając skuteczność rzędu 90%.
Siły powietrzne zainteresowane były jeszcze jednym wykorzystaniem nowego samolotu: śledzeniem strategicznych pocisków rakietowych. Pierwsze takie próby przy użyciu radiolokatora AN/ASG-18 wykonano jeszcze maszyną B-58 Snoopy. Celem były rakiety LGM-30 Minuteman I startujące z Vandenberg Air Force Base. Radiolokator na YF-12A wykorzystywany był do śledzenia rakiet SM-68B Titan II i Atlas D. O ile w przypadku Titana parametry stacji radiolokacyjnej okazały się za słabe aby śledzić pocisk, który był za szybki dla bramki prędkości kątowych śledzenia celu, tak Atlas D śledzony był od startu aż do wzbicia się na wysokość przekraczającą możliwość podniesienia anteny radaru na pokładzie YF-12A.

## Wersja seryjna
Pozyskaniem seryjnej wersji YF-12A zainteresowane było Aerospace Defense Command, które chciało wyposażyć w nie trzy dywizjony obrony powietrznej. Z planowanych 93 myśliwców, 72 miałoby wejść w skład jednostek bojowych, 18 egzemplarzy w skład dywizjonu szkoleniowego a trzy przydzielono by do jednostki doświadczalnej. Zamiar zakupu 93 maszyn ogłosił w kwietniu 1964 roku dowódca Aerospace Defense Command generał Herbert B. Thatcher. 14 maja 1965 roku US Air Force przyznały Lockheedowi 500 000 dolarów na prace nad wersją seryjną YF-12, oznaczoną jako F-12B. 10 listopada tego samego roku Lockheed otrzymał kolejne 500 000 dolarów. Siły powietrzne wyasygnowały również 4,5 mln dolarów na dalsze prace nad radiolokatorem AN/ASG-18 dla Hughesa. Kongres Stanów Zjednoczonych przeznaczył 90 mln dolarów na zakup F-12B. Seryjny myśliwiec miał być działającym w każdych warunkach atmosferycznych, dwumiejscowym samolotem, uzbrojonym w cztery rakiety AIM-47 i działko M61 Vulcan. Zakładano również instalacje mocniejszych silników będących wersją Pratt & Whitney J58. Nowy samolot miał być zdolny do lotu z prędkością rzędu Mach 3,5 i osiągania pułapu 27 000–30 000 m. 14 maja 1965 roku US Air Force złożyły zamówienie na 93 maszyny F-12B. Sytuacja nie była jednak tak jednoznaczna jak chciały by tego siły powietrzne. Przeciwnikiem nowego myśliwca był sekretarz obrony Robert McNamara. Zdecydowanie większe nadzieje wiązał on z dwoma innymi projektami. Jednym z nich była nowa wersja myśliwca Convair F-106 Delta Dart oznaczona jako F-106X, która dzięki modernizacji silnika Pratt & Whitney J75 miała być zdolna do osiągania prędkości rzędu 3 Ma. Jednak „sztandarowym” projektem McNamary był wielozadaniowy samolot bojowy mający spełniać wymagania sił powietrznych oraz United States Navy. 19 lutego 1961 roku podjął on decyzje o połączeniu dwóch oddzielnych programów dla sił powietrznych i marynarki w jeden, znany jako Tactical Fighter Experimental. Efektem programu był kontrowersyjny General Dynamics F-111 dla sił powietrznych i całkowicie nieprzydatny F-111B dla marynarki. Pomimo tego, iż amerykański Kongres trzy razy głosował za przyznaniem funduszy na rozpoczęcie produkcji seryjnej F-12B, McNamara trzy raz blokował wydatek. Ostatecznie w lipcu 1966 roku Departament Obrony Stanów Zjednoczonych wydał decyzje o wstrzymaniu dalszych badań YF-12A a tym samym nie mogło być już mowy o rozpoczęciu produkcji seryjne F-12B. 5 stycznia 1968 roku US Air Force oficjalnie powiadomiły Lockheeda o zakończeniu programu YF-12A i F-12B. Miesiąc później, 5 lutego 1965 roku Johnson otrzymał list, w którym siły powietrzne wymagały od Lockheeda zniszczenia przyrządów montażowych wykorzystywanych w produkcji maszyny. Formalnie cały program budowy myśliwca YF-12A/F-12B zakończony został 1 lutego tego samego roku. Wszystkie trzy prototypy YF-12A spędziły łącznie w powietrzu ponad 1000 godzin.

## NASA

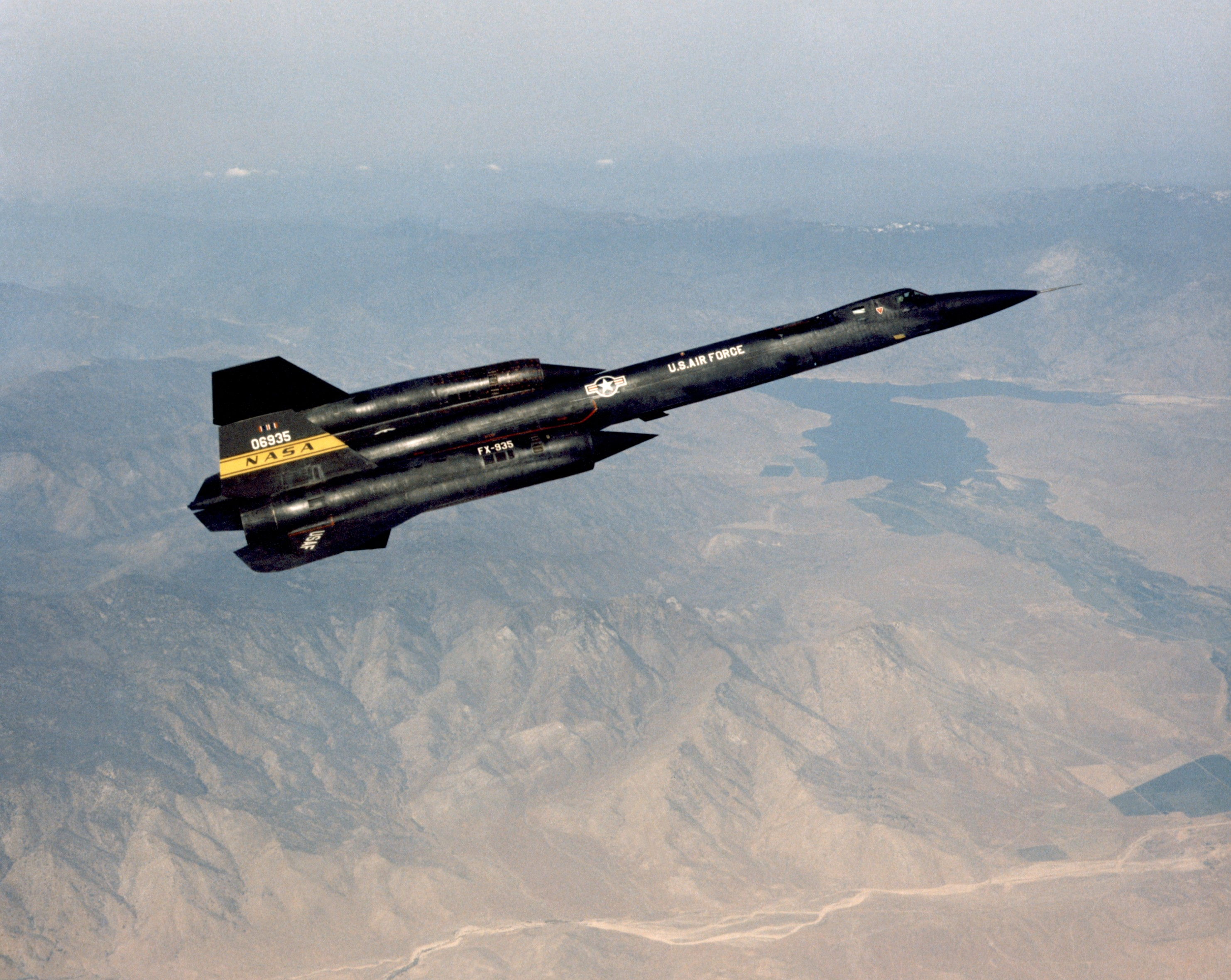
YF-12A w barwach NASA

National Aeronautics and Space Administration (NASA) prowadziła programy badawcze mające na celu opanowanie technologii budowy maszyn latających z prędkościami hipersonicznymi. W tym celu od 1968 roku rozpoczęła starania o pozyskanie maszyn YF-12A lub SR-71, które mogłyby pełnić rolę platform badawczych. Przejęcie do badań SR-71 zakończyło się fiaskiem, ale pozostały jeszcze przechowywane w Edwards Air Force Base YF-12A. Do dyspozycji były jedynie dwa egzemplarze. Pierwszy prototyp został wycofany ze służby 14 sierpnia 1966 roku. Gdy utracono w wyniku katastrofy jeden z dwumiejscowych SR-71, do budowy kolejnego użyto YF-12A. Wykorzystując przednią część kadłuba SR-71 przeznaczonego do prób statycznych, skrzydła, usterzenie, tylną i środkową część kadłuba YF-12A zmontowano dwumiejscowy SR-71.
5 czerwca 1969 roku siły powietrzne, właściciel istniejących YF-12A wyraziły zgodę na udostępnienie maszyn NASA podpisując z agencją memorandum of understanding. Porozumienie przewidywało dwufazowe badania. Pierwsza z faz zakładała testy, którymi zainteresowane były siły powietrzne: wypracowanie technik, manewrów i taktyki przechwytywania celów, komunikacji, procedur w lotach na przechwycenie z dużymi prędkościami, opracowanie profilu lotu, badania możliwości wizualnej identyfikacji celu lecącego z prędkością naddźwiękową. Zainteresowanie US Air Force tego typu badaniami związane było między innymi z wprowadzeniem do służby w siłach powietrznych Związku Radzieckiego samolotu MiG-25. 31 marca 1970 roku Paul F. Bikle, dyrektor NASA Flight Research Center podpisał porozumienie z siłami powietrznymi dotyczące drugiej fazy badań, w której NASA zamierzała przeprowadzić testy napędu i zachowania się struktury płatowca podczas lotów z dużymi prędkościami. W ten sposób do NASA trafił drugi z egzemplarzy YF-12A. Wraz z samolotem wojsko udostępniało personel latający oraz techniczny. Całość kosztów związanych z lotami pokrywała NASA z niewykorzystanych funduszy przeznaczonych wcześniej na programy badawcze North American X-15 i XB-70. W późniejszym okresie, w trakcie prowadzonych badań NASA zatrudniła również własnych pilotów. Na czele zespołu inżynierów NASA, mających przygotować samolot do badań stanął Gene Matranga, który wcześniej z ramienia NASA brał udział w testach SR-71. Przeznaczony dla agencji samolot oblatano ponownie 11 grudnia 1969 roku. Za sterami maszyny siedziała wojskowa załoga w składzie pułkownik Joseph W. Rogers i major Gary I. Heidelbaugh. 26 marca 1970 roku w kabinie drugiego członka załogi po raz pierwszy wzniósł się w powietrze inżynier NASA, którym był Victor Morton. Oficjalne przekazanie maszyny do NASA nastąpiło 1 kwietnia 1970 roku, wtedy również za sterami YF-12A usiadł po raz pierwszy pilot NASA Donald L. Mallick.

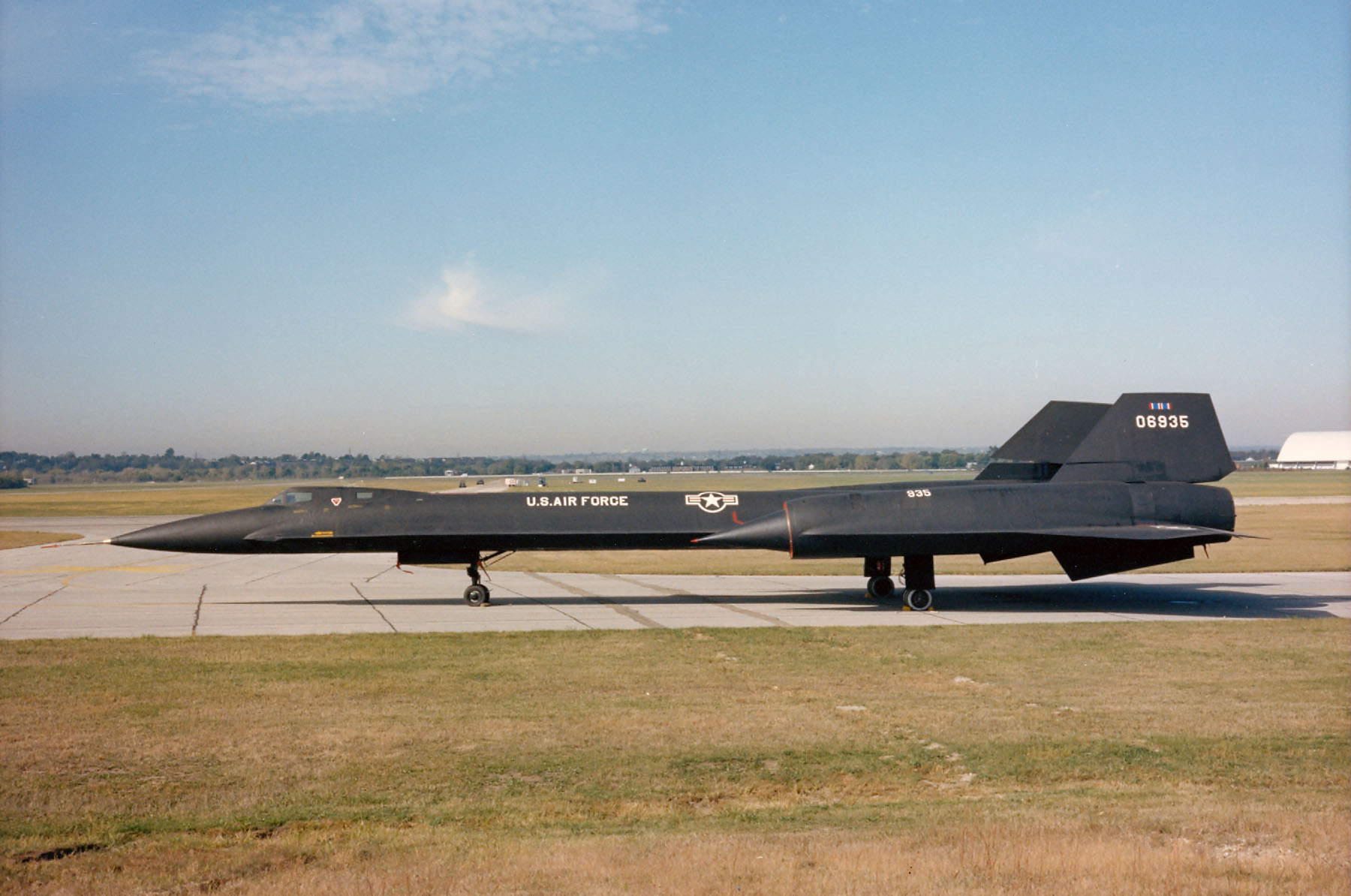
YF-12A w National Museum of the United States Air Force

W wieloośrodkowe badania pod szyldem NASA zaangażowanych było kilka jednostek badawczych. Inżynierowie z Langley Research Center badali aerodynamikę samolotu. Lewis Research Center (obecnie Glenn Research Center) badało zagadnienia związane z napędem samolotu. Ames Research Center wzięło pod lupę pracę tunelu wlotowego powietrza do silnika. Prowadzone w latach 1972–1973 testy w locie pozwoliły NASA zapoznać się z wpływem i zmianami temperatury na strukturę płatowca podczas lotu z naddźwiękową prędkością. Samolot wykonał w sumie 137 lotów badawczych aż do 1979 roku, kiedy to 7 listopada wzbił się w powietrze ostatni raz. Do chwili obecnej można go oglądać w National Museum of the United States Air Force. 3 marca 1970 roku ponownie w powietrze wzbił się trzeci egzemplarz YF-12A. Za jego sterami siedziała załoga w składzie pułkownik Hugh C. Slater i major Gary I. Heidelbaugh. Samolot posłużył do przeszkolenia załóg NASA, jak również do badań konfiguracji przechwyceń myśliwców dużych prędkości. Badania te wykonywały siły powietrzne, ale na zlecenie NASA. 24 czerwca 1971 roku, po wykonaniu 62 lotów badawczych, maszyna, za której sterami siedziała załoga w składzie Ronald J. Layton i Billy A. Curtiss podchodząc do lądowania uległa awarii. Na pokładzie pękł przewód paliwowy powodując pożar. Obydwaj piloci bezpiecznie katapultowali się, ale samolot uległ całkowitemu zniszczeniu. NASA w swoich badaniach wykorzystywała również maszynę oznaczoną jako YF-12C, był to jednak Lockheed SR-71 Blackbird wypożyczony od sił powietrznych o numerze seryjnym 64-17951, któremu zmieniono oznaczenie. Po badaniach, w których ostatni lot dla NASA YF-12C wykonał 28 września 1978 roku, maszyna została przekazana do Pima Air and Space Museum.

## Konstrukcja
Konstrukcyjnie samolot bardzo niewiele różnił się od swojego protoplasty, rozpoznawczego A-12. Półskorupowy kadłub o kołowym przekroju. Po bokach kadłuba skrzydłowe napływy przechodzące w tylnej części w skrzydła. W odróżnieniu od A-12, w którym napływy przechodziły wzdłuż całego kadłuba na YF-12 pozbawiony ich był dziób samolotu, w którym zainstalowano klasyczny stożek kryjący antenę radiolokatora. Środkowa i tylna część kadłuba wypełniona zbiornikami paliwa. Pokrycie samolotu wykonano w większości ze stopów tytanu. Boczne napływy pokryto silikonowo-azbestowymi panelami, absorbującymi promieniowanie radarowe. Skrzydła trójkątne, których zewnętrzne części zakończone łukiem, na ich krawędzi spływu umieszczono sterolotki. Część zewnętrzna skrzydeł i wewnętrzna przedzielone gondolami silnikowymi. W części wewnętrznej umieszczono kolejne zbiorniki paliwa. Na gondolach umieszczono stateczniki pionowe nachylone w kierunku kadłuba pod kątem 15°. Na krawędziach natarcia i spływu skrzydeł znajdowały się panele wykonane z tytanu i materiałów absorbujących promieniowanie radarowe. Wielodźwigarowy centropłat wykonany ze stopów tytanu, najbardziej narażone na obciążenia dźwigary wykonano z wysokogatunkowej stali. Na krawędzi spływu centropłata umieszczono kolejny zestaw sterolotek. Gondole silnikowe wykonane z tytanu. Dysze wylotowe silników ze specjalnego stopu niklowo-molibdenowego oznaczonego jako Hastelloy-X. Stożki wlotowe do silnika również wykonane z tytanu podobnie jak stery kierunku. Samolot napędzany był dwoma silnikami Pratt & Whitney J58 (JTD11D-20A) wykorzystującymi opracowane przez Shell Oil Company paliwo JP-7. Podwozie chowane, trójpodporowe z przednim podparciem.